# Javier García (futbolista venezolano)
Javier Alfonso García Domínguez (Caracas, Venezuela; 22 de abril de 1987) es un futbolista venezolano que juega como centrocampista y actualmente se encuentra sin equipo.

## Vida
Para julio de 2017, Javier es operado de varicocele.
Casado con Kedilu Noriega

## Trayectoria

### Monagas Sport Club
Para la temporada 2017, se incorpora al Monagas Sport Club por los próximos 2 años, procedente de Deportivo la Guaira, como refuerzo de cara al torneo Apertura 2017. Para el 29 de enero de 2017, realizá su primer gol con el Monagas Sport Club.
Participó el 27 de febrero de 2018, en el encuentro ante el Cerro Porteño de Paraguay en la primera fase de la Copa Libertadores 2018, donde el Monagas SC fue derrotado 2 a 0.

## Clubes

### Profesional
| Club                  | País      | Temporadas  |
| --------------------- | --------- | ----------- |
| Atlético el Vigía     | Venezuela | 2010 - 2013 |
| Carabobo FC           | Venezuela | 2013 -2014  |
| Deportivo la Guaira   | Venezuela | 2014 - 2016 |
| Monagas SC            | Venezuela | 2017 - 2018 |
| Atlético De Venezuela | Venezuela | 2019 - 2020 |
| ACD Lara              | Venezuela | 2020 - 2021 |
| Yaracuyanos F.C       | Venezuela | 2021 - 2022 |

## Estadísticas
| Equipo              | Temporada           | Liga doméstica   | Liga doméstica   | Copas doméstica | Copas doméstica | Competición extranjera | Competición extranjera | Total | Total |
| Equipo              | Temporada           | PJ               | Goles            | PJ              | Goles           | PJ                     | Goles                  | PJ    | Goles |
| Venezuela           | Venezuela           | Primera División | Primera División | Copa Venezuela  | Copa Venezuela  | CONMEBOL               | CONMEBOL               | PJ    | Goles |
| ------------------- | ------------------- | ---------------- | ---------------- | --------------- | --------------- | ---------------------- | ---------------------- | ----- | ----- |
| Atlético El Vigía   | 2010-2011           | 17               | 1                |                 |                 | —                      | —                      | 17    | 1     |
| Atlético El Vigía   | 2011-2012           | 13               | 0                |                 |                 | —                      | —                      | 13    | 0     |
| Atlético El Vigía   | 2012-2013           | 13               | 0                |                 |                 | —                      | —                      | 13    | 0     |
| Total               | 30                  | 1                |                  |                 | —               | —                      | 30                     | 1     |       |
| Carabobo FC         | 2013-2014           | 1                | 0                |                 |                 | —                      | —                      | 1     | 0     |
| Carabobo FC         | Total               | 1                | 0                |                 |                 | —                      | —                      | 1     | 0     |
| Deportivo la Guaira | 2014-2015           | 21               | 0                |                 |                 | —                      | —                      | 21    | 0     |
| Deportivo la Guaira | 2016                | 29               | 5                | 1               | 1               | —                      | —                      | 30    | 6     |
| Total               | 21                  | 0                |                  |                 | —               | —                      | 21                     | 0     |       |
| Monagas SC          | 2017                | 1                | 1                |                 |                 | —                      | —                      | 1     | 1     |
| Monagas SC          | Total               | 1                | 1                |                 |                 | —                      | —                      | 1     | 1     |
| Total de su carrera | Total de su carrera | 82               | 7                | 1               | 1               |                        |                        | 83    | 8     |

## Palmarés

### Campeonatos nacionales
| Título           | Club                | País      | Año  |
| ---------------- | ------------------- | --------- | ---- |
| Copa Venezuela   | Deportivo La Guaira | Venezuela | 2014 |
| Copa Venezuela   | Deportivo La Guaira | Venezuela | 2015 |
| Torneo Apertura  | Monagas             | Venezuela | 2017 |
| Primera División | Monagas             | Venezuela | 2017 |